# Huamantla
Huamantlaⓘ – miasto w Meksyku, w stanie Tlaxcala.